# Dendrobium spenceanum
Dendrobium spenceanum är en orkidéart som beskrevs av Paul Ormerod. Dendrobium spenceanum ingår i släktet Dendrobium, och familjen orkidéer. Inga underarter finns listade i Catalogue of Life.